# Out of the Dark (película de 2014)
Out of the Dark es una película de thriller sobrenatural de 2014 que protagoniza Julia Stiles y Scott Speedman. La coproducción independiente hispano-colombiana está dirigida por Lluís Quílez, basada en un guion de Alex Pastor, David Pastor y Javier Gullón. El rodaje tuvo lugar en Colombia entre abril y julio de 2013, tras lo cual entró en postproducción. La película se estrenó en el Fantasy Filmfest de Alemania el 27 de agosto de 2014.

## Trama
En 1992, el Dr. Contreras Sr. se prepara para abandonar una finca en Santa Clara, Colombia. Intenta grabar varios archivos, escondiéndolos en el montacargas, cuando escucha ruidos en la casa. En el segundo piso es perseguido por lo que parece ser un grupo de niños, provocando su muerte cuando le empujan por el balcón.
Veinte años más tarde, Sarah y Paul se mudan del Reino Unido a Santa Clara con su hija, Hannah. Sarah será la nueva gerente de una fábrica de papel de papel que su padre Jordan posee. Se mudan a la finca, que es propiedad de la empresa. La pequeña familia adora la finca, aunque Hannah está asustada por el montaplatos abierto en la pared de su habitación.
Poco después de su llegada, Sarah y Paul asisten a una cena en la noche de apertura del festival Los Niños Santos, dejando a Hannah al cuidado de su niñera, Catalina. Se producen extraños sucesos alrededor de la finca y Hannah, quien se encontraba dormida, se despierta junto a la puerta del montaplatos que se abre de golpe. Al ver su muñeco de peluche favorito, Hannah se sube al montaplatos para recuperarlo, quedando atrapada.
Al llegar a casa, Sarah y Paul descubren a Hannah, enferma y desarrollando un sarpullido. Catalina incómodamente menciona que ella cree había un fantasma en la casa, por lo que Paul la echa. Durante el  día siguiente, Hannah sufre, su sarpullido empeora, y la pareja acepta llevar a Hannah de vuelta al Reino Unido para recibir atención médica adecuada.
Esa noche, mientras se avecina una tormenta, niños que usan vendajes manchados y sucios aparecen y secuestran a Hannah, llevándola a través de la jungla. La policía es escéptica de lo que les cuenta Sarah y Paul. Paul frustrado busca a Catalina, desesperado por respuestas.
Catalina lleva a Paul a la iglesia donde ve a uno de los niños, y lo sigue hasta una casa de barrio donde encuentra a los padres de un niño que desapareció misteriosamente hace veinte años. Antes de su desaparición, el niño exhibió los mismos síntomas que Hannah. Mientras tanto, Sarah nota un dibujo que  Hannah hizo del montaplatos e investiga. Al caer al fondo del pozo, descubre los archivos de varios niños que murieron por envenenamiento de mercurio.
Por separado, Sarah y Paul se dirigen a la antigua fábrica de papel donde se encuentran y buscan a Hannah. Jordan ayuda en su búsqueda, arrastrándose a través de una tubería para ser confrontado por los niños, quienes comienzan a quitarse los vendajes que cubren sus sarpullidos parecidos a las quemaduras. Es atacado por los niños debido a que oculta los cadáveres en lugar de decirle a la policía y a las familias de los niños sobre sus muertes. Luego ve a Hannah y se abre camino hacia ella.
Acunando a su nieta, los hilillos de mercurio salen de sus erupciones y son absorbidos por el cuerpo de Jordan. Rodeado por los niños, el mercurio fluye de sus cuerpos, y muere. Hannah despierta, ahora sana, en los brazos de su madre.
Durante los créditos, los niños juegan en una escuela con el nombre del barrio en el que vivían los niños desaparecidos. Hannah es una estudiante, y Catalina ahora es profesora.

## Reparto
- Julia Stiles como Sarah Harriman.
- Scott Speedman como Paul Harriman.
- Stephen Rea como Jordan.
- Pixie Davies  como Hannah Harriman.
- Vanessa Tamayo como Catalina la niñera.
- Alejandro Furth como Dr. Andrés Contreras, Jr.
- Elkin Díaz como Dr. Andrés Contreras, Sr.
- María Fernanda Yépes
- Guillermo Morales Vitola

## Producción
Aguas rojas está dirigida por Lluís Quílez basada en un guion de los hermanos Pastor y Javier Gullón. La película es una coproducción hispano-colombiana. Aguas rojas es la primera producción en lengua inglesa de Dynamo con sede en Colombia. Participant Media financió completamente la producción, la cual tiene un presupuesto de menos de $10 millones de dólares después de que los  subsidios y desgravaciones  fiscales de los países de las compañías productoras. El rodaje comenzó en Bogotá, Colombia a finales de abril de 2013. En julio de 2013, la película entró en postproducción.

## Lanzamiento
En noviembre de 2013, los Exclusive Media adquirieron los derechos internacionales para vender Aguas rojas. La película se estrenó en el Fantasy Filmfest de Alemania el 27 de agosto de 2014. Vertical Entertainment  lanzó la película en una proyección teatral limitada el 27 de febrero de 2015 en los Estados Unidos.

## Recepción
El agregador de reseñas Rotten Tomatoes informa que el  29% de 17 críticos dieron una crítica positiva a la película; la calificación promedio es 4.4/10. Metacritic lo calificó  33/100 basado en nueve revisiones. Dennis Harvey de Variety dijo que «ofrece un brillante reparto pero no ideas interesantes ni atmósferas». Frank Scheck de The Hollywood Reporter escribió: «El thriller presenta los tropos habituales del género, con un énfasis particular en colocar a su personaje principal más joven en constante peligro». Jeannette Catsoulis de The New York Times la llamó «derivativa y desprovista de tensión». Robert Abele de Los Angeles Times escribió que «es una película preciosa, pero a la vista es aplastantemente aburrida». Chris Packham de The Village Voice escribió: «Elegantemente filmado y a menudo aterrador, Aguas rojas arroja una conclusión tan convencional como un nudo anudado y un par de puntas de alas». Michael Gingold de Fangoria lo valoró 2/4 estrellas y escribió que la película «se contenta con seguir sus movimientos atractivos sin ofrecer al público mucho más fresco». Patrick Cooper de Bloody Disgusting  lo valoró con 2/5 estrellas y escribió que tiene «fotografía notable y atmósfera palpable, pero es demasiado previsible». Mate Boiselle de Dread Central la valoró con 1.5/5 estrellas y la llamó una película aburrida con un deslucida conclusión.